# محمد ناغي
محمد ناغي (1996 - ) هو لاعب كرة قدم مصري في مركز الهجوم. لعب مع نادي الترسانة.

## وصلات خارجية
- محمد ناغي على موقع قاعدة بيانات كرة القدم.إي يو (الإنجليزية)